# Fernand Devilers
Fernand Pierre Joseph Désiré Ghislain Devilers (Montignies-sur-Sambre, 25 september 1903 - 15 april 1989) was een Belgisch volksvertegenwoordiger.

## Levensloop
Devilers werd veearts (1927) na zijn studies aan de veeartsenijschool in Kuregem.
Hij werd herhaaldelijk verkozen tot volksvertegenwoordiger voor de PSC in het arrondissement Charleroi:
- van 4 juni 1950 tot 11 april 1954,
- van 1 juni 1958 tot 26 maart 1961,
- van 23 mei 1965 tot 31 maart 1968.